# Gadu-Gadu
Gadu-Gadu는 폴란드에서 유명한 인스턴트 메시지 프로그램이다.